# Клименко Олександр Віталійович
Олександр Віталійович Клименко (нар. 11 лютого 1982, Київ, УРСР) — український футболіст, захисник.

## Клубна кар'єра
У ДЮФЛУ виступав за РУФК Київ. На професійному рівні почав грати в одеському «Чорноморці-2». Потім грав за «ЦСКА-2» (Київ), «Систему-Борекс», «Арсенал-2» (Київ). 31 березня 2002 дебютував за «Арсенал» у вищій лізі в матчі проти маріупольського «Металурга» (1:2). У 2004 році виступав за бориспільський «Борисфен». Влітку 2005 року перейшов в одеський «Чорноморець». У команді дебютував 21 серпня 2005 року в матчі проти донецького «Металурга». Влітку 2006 року знову перейшов у «Борисфен». Під час зимового міжсезоння 2006/07 років перейшов у київську «Оболонь». У сезоні 2008/09 допоміг вийти «пивоварам» у Прем'єр-лігу.
Після завершення кар'єри пофесіонального футболіста проовжив виступи в аматорських клубах «Буча» (2011—2013), «Рубін» (Пісківка) (2014) та «Легія» (Київ) (2015).

## Кар'єра в збірній
Провів чотири матчі за молодіжну збірну України U-21. Дебютував 11 лютого 2003 року в матчі проти Туреччини (4:2).

## Досягнення
- Перша ліга чемпіонату України
  -  Срібний призер (1): 2008/09
  -  Бронзовий призер (1): 2006/07, 2007/08

- Друга ліга чемпіонату України
  -  Чемпіон (1): 2001/02